# Thomas F. Williams
Thomas F. Williams (Ingersoll, 12 ottobre 1885 – Woodstock, 25 luglio 1985) è stato un aviatore canadese.
Decorato con Military Cross e Medaglia d'argento al Valor Militare, fu un asso dell'aviazione canadese della prima guerra mondiale, accreditato ufficialmente con 14 vittorie, di cui 10 sul fronte italiano.

## Biografia
Il capitano Williams era figlio di Fred. B. Williams e Mary M. Williams. Quando si è arruolato nella 1st Canadian Division il 23 settembre, è stato descritto come alto 5 piedi e 7½ pollici, con capelli rossi, occhi azzurri ed una carnagione rubiconda. Ha lavorato come venditore ed ha dichiarato di essere già nella milizia.

## Servizio aereo
Dopo essere stato inviato in Inghilterra, passò al Royal Flying Corps nel 1916. Dopo l'addestramento fu inviato al No. 45 Squadron RFC in Francia come pilota di Sopwith Camel. Fu abbattuto dalla Jagdgeschwader 1 il 22 settembre 1917. Un mese dopo, il 24 ottobre, distrusse un Albatros D.V per la sua prima vittoria, combattendo un'appassionata battaglia da solista che gli fece ottenere il soprannome di "Voss" dopo il valoroso asso tedesco.
Il 6 novembre 1917 fu nuovamente abbattuto, questa volta dal fuoco "amico" di un mitragliere terrestre canadese. Due giorni dopo, ha abbattuto un D.V in fiamme e ne ha costretto un altro fuori controllo. Il 13 novembre, ha abbattuto uno Junkers J.I. Durante l'inverno il suo squadron si sposta in Italia per opporsi alle forze armate dell'Impero austro-ungarico. Una volta lì, Williams divenne un asso dell'aviazione il 10 gennaio 1918, seguito da altre due vittorie a gennaio, ottenendo un'altra vittoria mentre si trovava al 45 Squadron, il 27 marzo 1918.
Williams venne trasferito al No. 28 Squadron RAF come Flight Commander ottenendo una vittoria il 19 giugno, quando ha usato un Camel per abbattere un altro D.V. In poco più di cinque settimane, ottenne altre cinque vittorie fino al 27 luglio 1918. In 199 pattugliamenti di guerra, aveva distrutto otto aerei nemici, costringendone quattro fuori controllo e catturato un altro dopo la morte del pilota.

## Il dopoguerra
Williams tornò a casa in Canada per esercitare il Barnstorming negli anni 20; ha ottenuto il Flying Certificate No. 91. Williams ha aiutato a fondare la Royal Canadian Air Force. Mentre la seconda guerra mondiale incombeva, entrò a far parte della Fleet Aircraft Company di Ontario nel 1939 come capo collaudatore e vi rimase fino al 1948.
È stato eletto nella Canadian Aviation Hall of Fame. Fu anche attivo nelle riunioni dei veterani della prima guerra mondiale canadese. Continuò a volare; nel 1971 volava in acrobazia, all'età di 86 anni. A 97 anni di età ha pubblicato un volume di poesia. Morì all'età di 99 anni e 286 giorni.